# 梅澤邦臣
梅澤 邦臣（うめざわ くにおみ、1916年7月30日 - 2006年1月23日）は、日本の通商産業技官。科学技術事務次官を経て、原子力安全技術センター理事長、海洋科学技術センター理事長、ライフサイエンス振興財団理事長等を歴任した。

## 人物・経歴
東京都生まれ。1938年武蔵高等学校理科卒業。1941年北海道帝国大学理学部地質学鉱物学科卒業。1944年商工省地質調査所技師。1953年通商産業省大阪通商産業局総務部技術課長。1956年工業技術院調整部業務課長。
1962年科学技術庁計画局科学調査官。1963年科学技術庁原子力局次長。1964年科学技術庁計画局長。1967年科学技術庁研究調整局長。1968年科学技術庁原子力局長、造船技術審議会委員。
1971年科学技術事務次官、国防会議幹事。1983年ライフサイエンス振興財団理事長。1984年海洋開発審議会委員、日本原子力産業会議相談役。1987年航空・電子等技術審議会委員。1988年日本原子力産業会議顧問。1990年勲二等旭日重光章受章。2006年正四位。
原子力安全技術センター会長、原子力安全技術センター理事長、吉田科学技術財団理事長、泉科学技術振興財団顧問、海洋科学技術センター理事長、スガウェザリング技術振興財団理事、天田財団理事、松籟科学技術振興財団理事等も歴任した。
2006年1月23日、肺炎のため死去。

## 親族
- 梅澤純夫、梅澤濱夫は兄、梅澤博臣は弟[27]。

## 脚註
1. 1 2  『現代物故者事典2006～2008』（日外アソシエーツ、2009年）p.101
2. ↑  北海道帝国大学一覧 昭和１７年
3. ↑  武蔵高等学校一覧 皇紀2598年度
4. ↑  官報 1944年03月10日
5. ↑  経済行政要覧 昭和36年版 図書 経済行政事情調査会, 1961
6. ↑  官報昭和31年本紙第8817号 655頁
7. ↑  官報昭和37年本紙第10534号 59頁
8. ↑  官報昭和38年本紙第11002号 13頁
9. ↑  官報昭和39年本紙第11261号 20頁
10. ↑  官報昭和42年本紙第12271号 20頁
11. ↑  官報昭和43年本紙第12585号 11頁
12. ↑  官報昭和43年本紙第12611号 19頁
13. ↑  科学技術事務次官文部科学省
14. ↑  官報昭和46年本紙第13357号 18頁
15. ↑  イフサイエンス振興財団【ジャパンライフ】
16. ↑  官報昭和59年本紙第17199号 8頁
17. 1 2  梅沢邦臣氏が逝去[原子力産業新聞] 2006年2月2日 第2317号 ＜2面＞
18. ↑  官報昭和62年本紙第18001号 9頁
19. ↑  平成2年5月3日 - 1990年(第1538号)一般社団法人 日本原子力産業協会
20. ↑  官報平成18年本紙第4287号 11頁
21. ↑  創立25周年にあたって原子力安全技術センター
22. ↑  創立20周年記念誌泉科学技術振興財団
23. ↑  経団連月報 32(11) 雑誌 (経済団体連合会, 1984-11)
24. ↑  公益財団法人スガウェザリング技術振興財団 歴 代 役 員
25. ↑  天田財団30年史「人を育て、知を拓き、未来を創る ～天田財団30年の軌跡～」
26. ↑  創立40周年を迎えた松籟科学技術振興財団の歩み松籟科学技術振興財団
27. ↑  自警 38(8) 雑誌 警視庁警務部教養課 編 (自警会, 1956-08)